# Zaj (fiume)
Il Zaj (in russo Зай?; in tataro Зәй; nella parte superiore Stepnoj Zaj, Степной Зай) è un fiume della Russia europea orientale, affluente di sinistra della Kama. Scorre nel Tatarstan, nei rajon Nižnekamskij, Zainskij, Al'met'evskij, Aznakaevskij, Bugul'minskij e Leninogorskij.
Lo Stepnoj Zaj' ha origine presso il villaggio di Michajlovka (a sud-ovest della città di Bugul'ma) e scorre attraverso il territorio delle alture di Bugul'ma e Belebej, principalmente in direzione nord. Attraversa la città di Al'met'evsk; dopo aver superato Zainsk e aver ricevuto dalla destra il fiume Lesnoj Zaj (lungo 63 km), prende il nome di Zaj e scorre verso nord-ovest. Ha una lunghezza di 219 km, il suo bacino è di 5 020 km². Sfocia nel canale laterale della Kama chiamato Staraja Kama pochi chilometri prima dell'invaso artificiale a ovest della città di Nižnekamsk.